# 比熱容
比熱容（符號c或s），簡稱比熱，亦稱比熱容量，是熱力學中常用的一个物理量,也是物質的一種固有性質。某種物質的比熱容，在數值上，等於單位質量的這種物質在溫度升高或降低1 K （或1°C) 時所吸收或放出的熱量。
（在不改變相態的條件下），比熱容可以用來衡量物質在相同溫度變化下所吸收或放出熱量的多寡；同時也能反映物質在吸收或放出相同熱量時，其自身溫度改變的難易程度。
比熱容在國際單位制中的單位為 J/(kg·K)，即 1 千克物質溫度升高 1 K 所需的熱量。
熱量與比熱容的關係可用公式{\displaystyle Q=m\cdot c\cdot \Delta T} 表示。其中{\displaystyle Q} 為熱量，m為質量，{\displaystyle \Delta T} 為溫度變化。（註：1 K 等效於 1°C 的溫度間隔。）」根據以上的定義，我們可以得到計算比熱容的公式
```

  

    

      

        
c

        
=

        

          

            
Q

            

              
m

              
Δ

              
T

            

          

        

        

        

      

    

    
{\displaystyle c={\frac {Q}{m\Delta T}}\,\!}

  

```

其中Q是熱量，單位是焦耳（J）； m是質量，單位是千克（kg）； ΔT是温度變化，单位是開爾文（K）
以水和油為例，一千克（kg）的水溫度升高一開爾文（K）需要4200焦耳（J）熱量；一千克（kg）的油溫度升高一開爾文（K）需要2200焦耳（J）熱量，由比熱容的定義可知，水和油的比熱容分別约为4200 J/(kg·K)和2000 J/(kg·K)，即把水加熱所需熱量是油所需热量的約2.1倍。而若以相同的熱量分別把水和油加熱，因為水的比熱容大，所以水温升高的幅度比油小。
在國際單位制中，比熱容的單位為「焦耳每千克克耳文」，寫作 J/(kg·K)。有時也口語讀作「焦耳每公斤每克耳文」等。
比熱容的符號是c，必須小写，而大写C則為熱容 (Heat Capacity) 的符號。

## 歷史

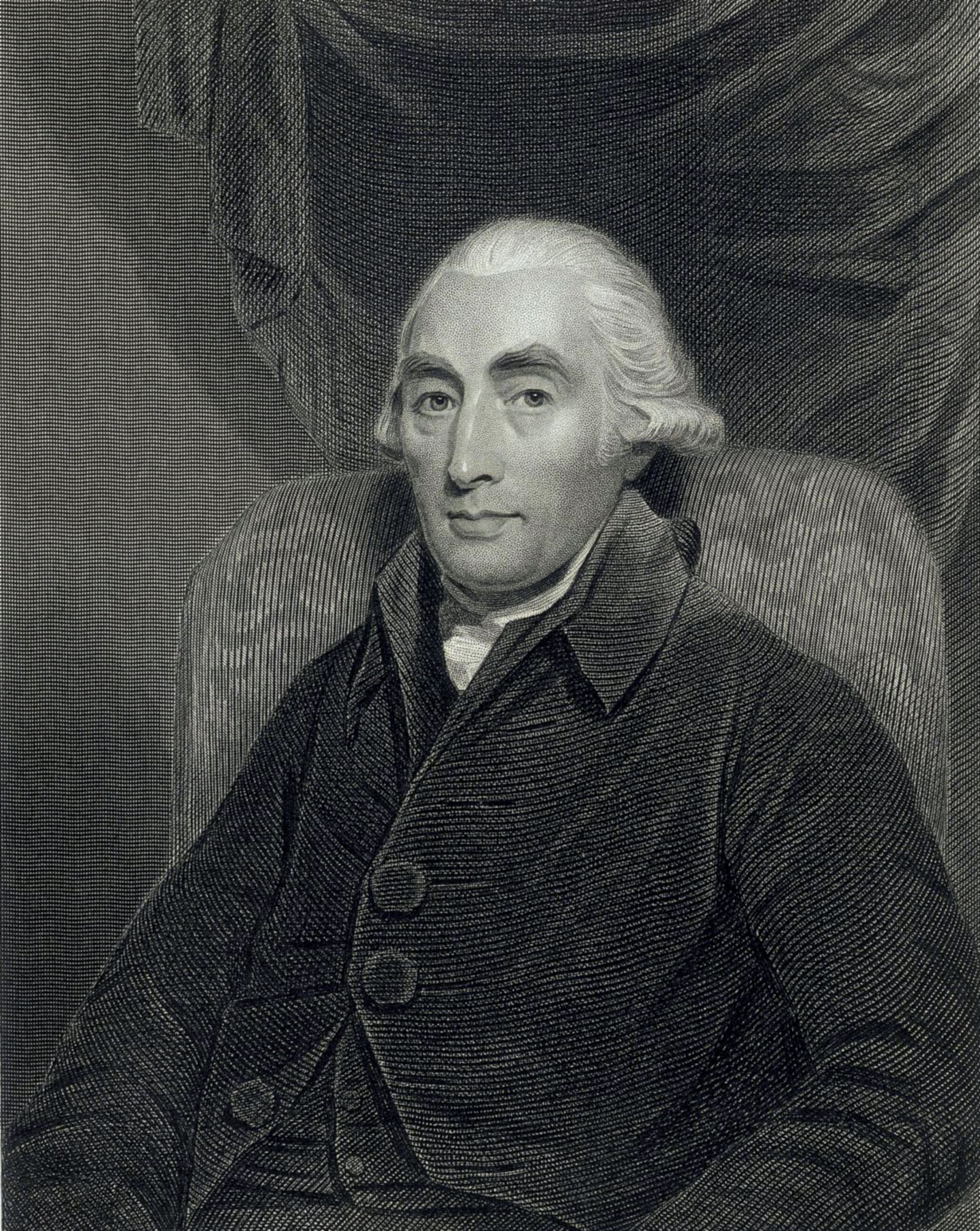
提出比熱容的科學家約瑟夫·布拉克。

最初在18世紀，蘇格蘭的物理學家兼化學家約瑟夫·布拉克發現質量相同的不同物質，上升到相同溫度所需的熱量不同，而提出了比熱容的概念。
几乎任何物质皆可测量比热容，如化学元素，化合物，合金，溶液，以及复合材料。
历史上，曾以水的比热容来定义热量。在标准大气压下，将1克水升高1摄氏度所需的热量定义为1卡路里。

## 定義及公式
比熱容在數值上，等於加熱單位質量的物質,令其上升單位溫度,所吸收的熱量的大小.可得出：
{\displaystyle c={\frac {Q}{m\Delta T}}\,\!}
- 此公式中，{\displaystyle c}是比熱容；{\displaystyle Q}是所吸收的熱量；{\displaystyle m}是質量；{\displaystyle \Delta T}是溫差。

加上單位後，比熱容便指某物質重一千克（kg），升高1攝氏度（℃）或熱力學溫標（K）所需的焦耳（J），也就是比熱容的單位：
{\displaystyle J\,kg^{-1}\,^{\circ }C^{-1}\,\!}
物質的比熱與所進行的過程有關。在工程應用上常用的包括：定壓比熱容{\displaystyle C_{p}}、定容比熱容{\displaystyle C_{v}}和飽和狀態比熱容三種。
1.定壓比熱容{\displaystyle C_{p}}：是單位質量的物質在壓力不變的條件下，溫度升高或下降1℃或1K所吸收或放出的能量。
2.定容比熱容{\displaystyle C_{v}}：是單位質量的物質在容積（體積）不變的條件下，溫度升高或下降1℃或1K吸收或放出的內能。
3.飽和狀態比熱容：是單位質量的物質在某飽和狀態時，溫度升高或下降1℃或1K所吸收或放出的熱量。

## 比熱容計算
設有一質量為m的物體，在某一過程中吸收（或放出）熱量ΔH時，溫度升高（或降低）ΔT，則ΔH/ΔT稱為物體在此過程中的熱容量（簡稱熱容），用C表示，即{\displaystyle C={\frac {\Delta H}{\Delta T}}}。用熱容除以質量，即得比熱容{\displaystyle c={\frac {C}{m}}={\frac {\Delta H}{m\Delta T}}}。對於微小過程的熱容和比熱容，分別有{\displaystyle C={\frac {dH}{dT}}}，C=1/m*dH/dT。因此，在物體溫度由T1變化到T2的有限過程中，吸收（或放出）的熱量H=∫（T2,T1）CdT=m∫（T2,T1）cdT。一般情況下，熱容與比熱容均為溫度的函數，但在溫度變化範圍不太大時，可以近似值視為一常數。於是產生一公式{\displaystyle H=C(T2-T1)=mc(T2-T1)}。如令溫度改變量{\displaystyle \Delta T=T2-T1}，則有{\displaystyle H=cm\Delta T}。這是用比熱容來計算熱量的基本公式。
在英文中，比熱容被稱為：Specific Heat Capacity (SHC)。用比熱容計算熱能的公式為：Energy=Mass×Specific Heat Capacity×Temperature change
可簡寫為：Energy=SHC×Mass×Temp Ch，{\displaystyle H=cm\Delta T}。與比熱相關的熱量計算公式：{\displaystyle H=cm\Delta T}即H吸（放）=cm（T初-T末）其中c為比熱，m為質量，H為能量熱量。吸熱時為{\displaystyle H=cm\Delta T}升（用實際升高溫度減物體初溫），放熱時為{\displaystyle H=cm\Delta T}降（用實際初溫減降後溫度）。或者H=cmΔT=cm（T末-T初），H>0時為吸熱，H<0時為放熱。
（涉及到物態變化時的熱量計算不能直接用H=cmΔT，因為不同物質的比熱容一般不相同，發生物態變化後，物質的比熱容就會有所變化。）
最基本的比熱容計算，可以一次實驗得出。以下為一例子。首先，將兩公斤的水倒入一個杯中，然後計算其溫度，假設溫度為20攝氏度。然後，把水加熱，並計算用掉的能量（例如使用電度錶）。然後，停止加熱，並計算其溫度及使用了的能量。假設溫度為60攝氏度及能量使用了312千焦耳。然後，運用公式{\displaystyle s={\frac {H}{m\Delta T}}\,\!}計算出其比熱容：
{\displaystyle s={\frac {312000}{2\times (60-20)}}\,\!}
{\displaystyle =3900J\,kg^{-1}\,^{\circ }C^{-1}\,\!}
可能最後得出的數字比實際數字有所不同，主要因素是受到外圍溫度影響。

## 因素
物質的比熱容和熱容都會在不同因素下有不同的影響，例如溫差、物質狀態等，主要都是分子壓力的差別。

### 分子

分子運動論。

在不同的溫度下，物質的比熱容都會有所不同，主要是因為分子的壓力有所不同。根據分子運動論，當溫度增加，分子震動得較快；當溫度減少，分子則震動得較慢。此原理亦可指，在不同的壓力和相態下，物質的比熱容亦有不同。
以溫差為例，假如在夏天較熱的天氣下煮水，會比冬天較冷的天氣下更快沸騰，因為溫度較高。
以壓強為例，在地球水平線上，大氣壓強為101.325千帕斯卡，假如在這裡煮水，水將於100攝氏度沸騰。但在海拔約8.8公里的珠穆朗瑪峰上，大氣壓強只有月3.2千帕斯卡，假如在這裡煮水，水將於69攝氏度沸騰。
以相態為例，液態水的比熱容是4200J/( kg · K )，而冰（水的固態）的比熱容則是2060J/( kg · K )。

## 基本物質比熱列表
以下列表是各物質的比熱容。
| 物質                     | 化學符號 | 模型    | 相態 | 比熱容量（基本）J/（kg·K） | 比熱容量（20℃）J/（kg·K） |
| ------------------------ | -------- | ------- | ---- | -------------------------- | ------------------------- |
| 氫                       | H2       | 2       | 氣   | 14000                      | 14300                     |
| 氦                       | He       | 1       | 氣   | 5190                       | 5193.2                    |
| 氨                       | NH3      | 4       | 氣   | 2055                       | 2050                      |
| 氖                       | Ne       | 1       | 氣   | 1030                       | 1030.1                    |
| 鋰                       | Li       | 1       | 固   | 3580                       | 3582                      |
| 乙醇                     | CH3CH2OH | 9       | 液   | 2460                       | 2440                      |
| 汽油                     | 混       | 混      | 液   | 2200                       | 2220                      |
| 石蠟                     | CnH2n+2  | 62至122 | 固   | 2200                       | 2500                      |
| 甲烷                     | CH4      | 5       | 氣   | 2160                       | 2156                      |
| 軟木塞                   | 混       | 混      | 固   | 2000                       | 2000                      |
| 乙烷                     | C2H6     | 8       | 氣   | 1730                       | 1729                      |
| 尼龍                     | 混       | 混      | 固   | 1700                       | 1720                      |
| 乙炔                     | C2H2     | 4       | 氣   | 1500                       | 1511                      |
| 聚苯乙烯                 | CH2      | 3       | 固   | 1300                       | 1300                      |
| 硫化氫                   | H2S      | 3       | 氣   | 1100                       | 1105                      |
| 氮                       | N2       | 2       | 氣   | 1040                       | 1042                      |
| 空氣（室溫）             | 混       | 混      | 氣   | 1030                       | 1012                      |
| 空氣（海平面、乾燥、0℃） | 混       | 混      | 氣   | 1005                       | 1035                      |
| 氧                       | O2       | 2       | 氣   | 920                        | 918                       |
| 二氧化碳                 | CO2      | 3       | 氣   | 840                        | 839                       |
| 一氧化碳                 | CO       | 2       | 氣   | 1040                       | 1042                      |
| 鋁                       | Al       | 1       | 固   | 900                        | 897                       |
| 石綿                     | 混       | 混      | 固   | 840                        | 847                       |
| 陶瓷                     | 混       | 混      | 固   | 840                        | 837                       |
| 氟                       | F2       | 2       | 氣   | 820                        | 823.9                     |
| 石墨                     | C        | 1       | 固   | 720                        | 710                       |
| 四氟甲烷                 | CF4      | 5       | 氣   | 660                        | 659.1                     |
| 二氧化硫                 | SO2      | 3       | 氣   | 600                        | 620                       |
| 玻璃                     | 混       | 混      | 固   | 600                        | 840                       |
| 氯                       | Cl2      | 2       | 氣   | 520                        | 520                       |
| 鑽石                     | C        | 1       | 固   | 502                        | 509.1                     |
| 鋼                       | 混       | 混      | 固   | 450                        | 450                       |
| 鐵                       | Fe       | 1       | 固   | 450                        | 444                       |
| 黃銅                     | Cu,Zn    | 混      | 固   | 380                        | 377                       |
| 銅                       | Cu       | 1       | 固   | 385                        | 386                       |
| 銀                       | Ag       | 1       | 固   | 235                        | 233                       |
| 汞                       | Hg       | 1       | 液   | 139                        | 140                       |
| 鉑                       | Pt       | 1       | 固   | 135                        | 135                       |
| 金                       | Au       | 1       | 固   | 129                        | 126                       |
| 鉛                       | Pb       | 1       | 固   | 125                        | 128                       |
| 水蒸氣（水）             | H2O      | 3       | 氣   | 1850                       | 1850                      |
| 水                       | H2O      | 3       | 液   | 4200                       | 4186                      |
| 冰（水）                 | H2O      | 3       | 固   | 2060                       | 2050（-10℃）              |

## 用途

### 冷卻劑

#### 水
人類發現水（液態）的比熱容約4200，比其它液體較高。因此，便指出水是一個較好的冷卻劑。例如，用於汽車作散熱功能。另外，由於沿海地区的比熱容比陸地大，因此，岸的溫差一向比內陸地區的低。同时水也是比较好的保温剂，所以大部分的保暖袋都用水的。

#### 比熱的應用與影響
水的比熱較大，在氣候的變化上有明顯的影響。同樣受到熱或冷卻的情況下，水的比熱因為比較大所以溫度變化較小，水對於氣候的影響很大，白天沿海地區比內陸地區升溫較慢，在夜間沿海溫度降低和變化量少，所以一天當中，沿海地區溫度變化小，內陸溫度變化大，一年之中夏季內陸比沿海炎熱，冬季內陸比沿海寒冷。而因為水比熱較大的現象，使得水庫往往成為一個巨大的天然空調，對於熱帶的地區或城市有些微調整氣溫的功用。
1. 農業及生產上的應用：水稻是一種喜溫的農作物，在每年三四月份育苗的時候，在比較寒冷地區農民為了防止結霜之類的現象，農民普遍採用“淺水勤灌”的方法，就是傍晚在秧田裡灌一些水過夜，第二天太陽升起的時候，再把秧田中的水放掉。根據水的比熱較大的特性，在夜晚降溫時，使秧苗的溫度變化不大，對秧苗起了保溫及保護的作用。
2. 建築居住上的應用：在炎熱的夏天古人將水從房屋的頂部倒下，使水往下流，起了防暑降溫作用。現今亦有人選擇在金屬屋頂安裝灑水器，利用水的比熱較大和蒸發時可以吸收熱量的特性，為金屬屋頂降溫。
3. 水冷系統的應用：人們在很久以前就開始用水來冷卻發熱的機器，在電腦CPU散熱中可以利用散熱片與CPU核心接觸，使CPU產生的熱量通過熱傳導的方式傳輸到散熱片上，再利用風扇將散發到空氣中的熱量帶走。但水的比熱遠遠大於空氣，因此可以用水代替空氣作為散熱介質，通過水泵將內能增加的水帶走，組成水冷系統。這樣CPU產生的熱量傳輸到水中後水的溫度不會明顯上升，散熱性能優於上述直接利用空氣和風扇的系統。例如汽車及工廠的一些引擎與馬達等等，都利用水來做為冷卻系統的冷卻液。

### 計算

#### 熱能
根據比熱容的公式：
{\displaystyle s={\frac {H}{m\Delta T}}\,\!}
經轉換後，便能得出：
{\displaystyle H=ms\Delta T\,\!}
即透過比熱容，便可計算某質量的熱能使用。例如一次實驗中，四千克重的水的溫度原先是25攝氏度，經過加熱後，溫度為45攝氏度。假如要求计算使用了多少能量的話，首先要知道水的比熱容，若水的比熱容是4200的話，透過以上公式計算，便可得出：
{\displaystyle H=4\times 4200\times (45-25)\,\!}
{\displaystyle =336000J\,\!}
即是使用了336000焦耳熱能。

## 熱容
比热容(Specific Heat Capacity) 和 热容(Heat Capacity) 是两个完全不同的概念。比熱容指每一千克的物質增加一攝氏度所需的熱量，即無論物質的質量有多少，都不會改變它的比熱容。但熱容則指的是某物质增加一摄氏度所需要的热量，这就要把物質的質量考虑进去，比如一杯水的熱容，就比兩杯水的熱容少。
熱容的符號是C，比熱容的符號則是c，熱容和比熱容的關係如以下公式：
{\displaystyle C=mc\,\!}
- m是指物質的質量。

## 內部連結
- 熱容
- 質量
- 物質
- 溫度
- 熱能
- 相態
- 攝氏度